# Gianni Magni
Gianantonio Magni (Milano, 16 maggio 1941 – Milano, 16 luglio 1992) è stato un attore, cantante e cabarettista italiano, membro cofondatore del gruppo I Gufi.

## Biografia
Nato in una famiglia con tradizioni circensi, esordì in giovane età (nel 1953) sui palcoscenici teatrali milanesi ed ancora adolescente si esibì con Nino Castelnuovo, Ferruccio Soleri e Giancarlo Cobelli nella squadra di mimi che affiancavano Cino Tortorella nella trasmissione della Rai Zurlì, mago del giovedì.
Nel 1959 si iscrisse alla scuola di recitazione del Piccolo Teatro di Milano di Giorgio Strehler, a cui abbinò anche corsi di danza classica e coreografia.
Nel 1960 partecipò nel ruolo di comprimario in alcune trasmissioni con la cantante Milva nelle vesti della protagonista.

Formazione de I Gufi, da sinistra Lino Patruno, Gianni Magni, Roberto Brivio e Nanni Svampa

Rientrato dal servizio militare conobbe i musicisti ed attori Lino Patruno, Nanni Svampa e Roberto Brivio, coi quali nel 1964 diede vita al primo gruppo cabarettistico italiano, I Gufi.
Scioltasi la formazione nel 1969, Magni recitò nella parte dell'Olonese nel programma televisivo La filibusta. Condusse inoltre alcuni programmi per l'allora neonata tv privata Antennatre.
All'estero condusse con Walter Valdi il programma "Din Don" che fu registrato per la TSI (Televisione della Svizzera Italiana), nel quale vestiva i panni di Don Chisciotte.
Nel 1971 interpretò John Buffy ne Il Fiore delle Hawaii per il Teatro Verdi (Trieste) con Daniela Mazzucato, Sergio Tedesco, Mario Basiola, Carlo Rizzo e Gloria Paul, per la regia di Massimo Scaglione, nel Teatro Stabile Politeama Rossetti.
Nel 1978 e nel 1979 condusse su RAI 1 le due edizioni del fortunato varietà televisivo La sberla insieme a Gianfranco D'Angelo, Adriana Russo, Enrico Beruschi, Daniela Poggi, Ezio Greggio e diretto da Giancarlo Nicotra.
Nel 1981 la formazione originale dei Gufi si riunì per un ciclo di quaranta puntate dal titolo Meglio Gufi che mai, trasmesso dall'emittente regionale Antenna 3 Lombardia e diretto da Beppe Recchia. Questa collaborazione proseguì fino al 1984 con due edizioni di O la va o la spacca e una di Caffè doppio, al fianco di Alexander e Anna Mazzamauro.
Nel 1987, sempre su Antenna 3, partecipò quale ospite fisso d'onore al programma di Roberto Brivio Il Parapiglio.
Nel 1989 recitò un brevissimo cameo ne I promessi sposi e pubblicò un libro intitolato No (virgola) tu fai il rospo, dove raccoglieva vari testi comici che parlavano di amore e di Milano.
Numerose furono le sue apparizioni in programmi Rai quali Il buono e il cattivo, Loretta Goggi in quiz e La storia del vino.
Partecipò anche ad una delle ultime edizioni del celebre spot della caramella Sperlari con Gianrico Tedeschi.
Morì improvvisamente, stroncato da un attacco cardiaco, il pomeriggio del 16 luglio 1992, mentre passeggiava in piazza del Duomo a Milano. Aveva 51 anni.

## Filmografia

### Cinema
- La bisbetica domata, regia di Franco Zeffirelli (1967) - non accreditato
- Il marito è mio e l'ammazzo quando mi pare, regia di Pasquale Festa Campanile (1968)
- Bianco, rosso e..., regia di Alberto Lattuada (1972)
- Jus primae noctis, regia di Pasquale Festa Campanile (1972)
- Oh! Serafina, regia di Pasquale Festa Campanile (1976)
- Per questa notte, regia di Carlo Di Carlo (1977)
- Quando c'era lui... caro lei!, regia di Giancarlo Santi (1978)
- White Pop Jesus, regia di Luigi Petrini (1980)
- Asso, regia di Castellano e Pipolo (1981)
- Vigili e vigilesse, regia di Franco Prosperi (1982)
- Biancaneve & Co., regia di Mario Bianchi (1982)
- Champagne in paradiso, regia di Aldo Grimaldi (1983)

### Televisione
- Una corsa in moto - Miniserie TV, 3 episodi (1968)
- Il circolo Pickwick - Serie TV, 1 episodio (1968)
- La filibusta - Serie TV (1969)
- Il viaggio di Astolfo - Film TV (1972)
- Immagini vive: Ciò che di me hanno lasciato - Film TV (1974)
- Nel mondo di Alice - Miniserie TV, 1 episodio (1974)
- Marco Visconti - Miniserie TV, 1 episodio (1975)
- La sberla - Varietà (1978)
- I problemi di Don Isidro - Serie TV, 1 episodio (1978)
- Chiara e gli altri - Serie TV, 1 episodio (1989)

### Doppiatore
- Ha prestato la sua voce al Signor Rossi nelle Avventure del Signor Rossi di Bruno Bozzetto del 1972, tratto dal programma televisivo Gulp![6].

## Discografia parziale

### Discografia con i Gufi

#### Album
- 1965 - Milano canta vol. 1
- 1965 - I Gufi cantano due secoli di resistenza
- 1965 - Il cabaret dei Gufi n. 1
- 1966 - Milano canta vol. 2
- 1966 - Il teatrino dei Gufi vol. 1
- 1966 - Il teatrino dei Gufi vol. 2
- 1967 - Il cabaret dei Gufi n. 2
- 1967 - Il teatrino dei Gufi in TV
- 1968 - Milano canta vol. 3
- 1968 - Non spingete, scappiamo anche noi
- 1969 - Il cabaret dei Gufi, vol. 3
- 1981 - I Gufi

#### Raccolte
- 1971 - La Balilla
- 1971 - I Gufi cantano il loro meglio
- 1997 - Il cabaret dei Gufi vol. 1
- 1997 - Il cabaret dei Gufi vol. 2
- 2004 - Gufologia (5xCD, ristampa integrale dei primi undici album)

### Discografia solista

#### Album
- 1972 - Psicotermicosessuale (RIFI, 14214, LP)
- 1973 - Eh?!..... (RiFi, 14230, LP)
- 1974 - Omaggio a Giovanni D'Anzi (Ariston, AR LP 12151/2/3/4, 4 LP)
- 1975 - La nostra giostra (Ariston, AR LP 12274, LP)
- 1976 - Canzoni piccanti degli anni ruggenti (RiFi - Penny, REL-ST 19294, LP)
- 1979 - Le canzoni sporcaccione degli anni '20 (RiFi - Penny, REL-ST 19406, LP)

#### Singoli
- 1969 - Il grattacielo/Vieni anche tu (CGD, N 9742, 7")